# Curtis Callan
Pour les articles homonymes, voir Callan (homonymie).
Curtis Gove Callan, Jr. (né le 11 octobre 1942) est un physicien théoricien américain. Il est professeur à l'université de Princeton et est surtout connu pour ses travaux sur l'invariance d'échelle (équation de Callan–Symanzik) ainsi que pour des contributions majeures en théorie quantique des champs et en théorie des cordes. Il est l'un des auteurs du modèle CGHS.
Callan est membre du comité JASON depuis 1968 et a dirigé ce dernier de 1990 à 1995. Il a également été président de la Société américaine de physique en 2010.

## Biographie
Callan obtient son B.Sc. en physique de l'Haverford College. Plus tard, il étudie la physique sous la direction de Sam Treiman à Princeton. Il termine son Ph.D. en 1964. Il sera le directeur d'étudiants gradués tels Philip Argyres, Vijay Balasubramanian, William E. Caswell (en), Peter Woit, Igor Klebanov (en), Juan Martín Maldacena, Nathan Myhrvold et Lárus Thorlacius.

## Prix et récompenses
- prix Sakurai en 2000[3].
- prix Dirac en 2004.
- prix Pomerantchouk en 2016.